# Chemiré-en-Charnie
Chemiré-en-Charnie és un municipi francès situat al departament del Sarthe i a la regió de País del Loira. L'any 2007 tenia 198 habitants.

## Demografia

### Població
El 2007 la població de fet de Chemiré-en-Charnie era de 198 persones. Hi havia 84 famílies de les quals 24 eren unipersonals (4 homes vivint sols i 20 dones vivint soles), 36 parelles sense fills, 20 parelles amb fills i 4 famílies monoparentals amb fills.
La població ha evolucionat segons el següent gràfic:
Habitants censats

### Habitatges
El 2007 hi havia 131 habitatges, 90 eren l'habitatge principal de la família, 24 eren segones residències i 17 estaven desocupats. 129 eren cases i 1 era un apartament. Dels 90 habitatges principals, 81 estaven ocupats pels seus propietaris, 8 estaven llogats i ocupats pels llogaters i 1 estava cedit a títol gratuït; 1 tenia una cambra, 8 en tenien dues, 10 en tenien tres, 33 en tenien quatre i 39 en tenien cinc o més. 68 habitatges disposaven pel capbaix d'una plaça de pàrquing. A 46 habitatges hi havia un automòbil i a 38 n'hi havia dos o més.

### Piràmide de població
La piràmide de població per edats i sexe el 2009 era:
| Homes | Edats   | Dones |
| ----- | ------- | ----- |
| 0     | 95 o +  | 0     |
| 0     | 90 a 94 | 0     |
| 4     | 85 a 89 | 0     |
| 0     | 80 a 84 | 8     |
| 12    | 75 a 79 | 12    |
| 4     | 70 a 74 | 4     |
| 0     | 65 a 69 | 12    |
| 4     | 60 a 64 | 0     |
| 0     | 55 a 59 | 0     |
| 12    | 50 a 54 | 12    |
| 12    | 45 a 49 | 8     |
| 8     | 40 a 44 | 12    |
| 8     | 35 a 39 | 0     |
| 0     | 30 a 34 | 12    |
| 0     | 25 a 29 | 4     |
| 0     | 20 a 24 | 0     |
| 0     | 15 a 19 | 12    |
| 12    | 10 a 14 | 0     |
| 8     | 5 a 9   | 0     |
| 0     | 0 a 4   | 20    |

## Economia
El 2007 la població en edat de treballar era de 135 persones, 93 eren actives i 42 eren inactives. De les 93 persones actives 85 estaven ocupades (48 homes i 37 dones) i 9 estaven aturades (3 homes i 6 dones). De les 42 persones inactives 23 estaven jubilades, 6 estaven estudiant i 13 estaven classificades com a «altres inactius».

### Ingressos
El 2009 a Chemiré-en-Charnie hi havia 94 unitats fiscals que integraven 211 persones, la mediana anual d'ingressos fiscals per persona era de 17.861 €.

### Activitats econòmiques
Dels 3 establiments que hi havia el 2007, 2 eren d'empreses de fabricació d'altres productes industrials i 1 d'una empresa de serveis.
L'any 2000 a Chemiré-en-Charnie hi havia 16 explotacions agrícoles que ocupaven un total de 549 hectàrees.

## Poblacions més properes
El següent diagrama mostra les poblacions més properes.